# Manuel Sieuve Zagalo Nogueira
Manuel Sieuve de Meneses Zagalo Nogueira (Angra do Heroísmo, 13 de Julho de 1843 — Leiria, 29 de março de 1917), bacharel em Medicina e Cirurgia Geral formado pela Universidade de Coimbra, foi médico militar, terminando a sua carreira como tenente-coronel médico do Exército Português, diretor do Hospital Militar de Leiria. Também teve atividade política, exercendo diversos cargos eletivos.

## Biografia
Foi filho de Rodrigo Zagalo Nogueira, médico e importante dirigente do Partido Progressista no Distrito de Angra do Heroísmo, e de sua esposa, Maria Augusta Sieuve de Séguier Camelo Borges, ligada à familia dos condes de Sieuve de Meneses. Depois de frequentar o ensino secundário na sua cidade natal, matriculou-se na Faculdade de Medicina da Universidade de Coimbra, onde concluiu o curso em 1868.
Iniciou a sua atividade profissional como facultativo em Angra do Heroísmo, onde colaborou na atividade política que seu pai mantinha. Concorreu e obteve o lugar de médico municipal em Caminha, onde exerceu clínica.
Transferiu-se para Lisboa, onde foi admitido como cirurgião militar. Nessas funções, foi médico da expedição que no contexto das campanhas de pacificação e ocupação foi enviada para a África Oriental Portuguesa, tendo aí participado, em 1896, na campanha contra os namarrais. O seu desempenho nessa comissão de serviço no ultramar valeu-lhe várias condecorações.
De regresso a Portugal, no posto de tenente-coronel médico, foi nomeado diretor do Hospital Militar de Leiria, cargo que detinha quando se reformou em 17 de julho de 1907. Durante o período em que dirigiu aquele hospital militar introduziu grandes melhoramentos, procedendo a uma reforma completa da instituição, em parte à sua custa.
Era oficial da Ordem de Avis, oficial da Ordem de Santiago e oficial da Ordem da Torre e Espada. Em resultado da sua comissão de serviço em Moçambique na luta contra os namarrais recebeu a Medalha de Prata Comemorativa da expedição contra os namarrais (1896) e a medalha de prta de serviços no ultramar. Também recebeu a da rainha D. Amélia.